# Dăbuleni
Dăbuleni è una città della Romania di 13256 abitanti, ubicata nel distretto di Dolj, nella regione storica dell'Oltenia.
Fa parte dell'area amministrativa anche la località di Chiaşu.
Dăbuleni ha ottenuto lo status di città nel 2004.
La città è situata in una zona sabbiosa di circa 800 km², di formazione relativamente recente, che viene anche chiamata il "Sahara dell'Oltenia".